# Бандити на велосипедах
«Бандити на велосипедах» (англ. BMX Bandits) — австралійський пригодницький фільм Браяна Тренчард-Сміта. Одну з головних ролей у фільмі зіграла Ніколь Кідман. Фільм також був у прокаті у Великій Британії. The Guardian написала про стрічку: «там знялася дівчина на ім'я Ніколь Кідман, досить непогана».
Трюки на велосипеді за Ніколь Кідман виконував вісімнадцятирічний хлопець у перуці, оскільки не вдалося знайти дівчини, яку могли б прийняти за неї. Ніколь отримала запрошення зніматися у серіалі «Струмок довжиною п'ять миль» завдяки цій стрічці.

## Сюжет
Банда Боса (Браян Маршалл) успішно грабує банк. Наступний грабунок (значно масштабніший) уже за декілька днів. Для цього проекту їм необхідні «Walkie-Talkie» на частоті поліції.
Тим часом Джуді (Ніколь Кідман) та її друзі — Пі-Джей (Анджело Д'Анджело) та Гус (Джеймс Лагтон) — шукають можливості заробити трохи грошей. Джуді хоче купити собі велосипед BMX, а хлопці — відремонтувати свої. Випадково вони натрапляють на коробку з раціями, яку не дуже ретельно заховали злодії Боса. Друзі вирішують продати знайдене, щоб отримати гроші.
Поліція чує усі їхні розмови, але не може вирахувати, де саме вони є. Злодії ж — Вайті (Девід Арг'ю) та Масташ (Джон Лі) — намагаються забрати рації у підлітків хитрощами та силою. Вайті та Масташ на машині ганяються за трійкою друзів, що на велосипедах BMX виробляють багато трюків, тікаючи. Підлітки дізнаються, що за злодіїв обіцяють велику нагороду, тож вони вирішують самі зловити Вайті та Масташа. І їм це вдається із допомогою інших велосипедистів. Завдяки отриманій винагороді у їхньому місті з'являється перший памп-трек.

## У ролях
- Ніколь Кідман — Джуді
- Анджело Д'Анджело — Пі-Джей
- Джеймс Лагтон — Гус
- Браян Маршалл — Бос
- Девід Арг'ю — Вайті
- Джон Лі — Масташ

## Нагороди
| Премія       | Категорія                      | Номінанти                                | Результат |
| ------------ | ------------------------------ | ---------------------------------------- | --------- |
| AACTA Awards | Найкращий адаптований сценарій | Патрік Еджворт (англ. Patrick Edgeworth) | Номінація |
| AACTA Awards | Найкращий актор другого плану  | Девід Арг'ю (англ. David Argue)          | Номінація |
| AACTA Awards | Найкращий монтаж               | Алан Лейк (англ. Alan Lake)              | Номінація |
| AACTA Awards | Найкращий звук                 | Ендрю Стюарт (англ. Andrew Steuart)      | Номінація |
| AACTA Awards | Найкращий звук                 | Джон Паттерсон (англ. John Patterson)    | Номінація |
| AACTA Awards | Найкращий звук                 | Робін Джадж (англ. Robin Judge)          | Номінація |
| AACTA Awards | Найкращий звук                 | Філ Джадд (англ. Phil Judd)              | Номінація |
| AACTA Awards | Найкращий звук                 | Гетін Крей (англ. Gethin Creagh)         | Номінація |